# Hôtel de l'Europe Amsterdam
Pour les articles homonymes, voir Hôtel de l'Europe (homonymie).
L'hôtel de l'Europe Amsterdam, officiellement hôtel de l'Europe jusqu'en 2011, est un hôtel cinq étoiles situé sur la rive nord de l'Amstel, dans le centre de la capitale néerlandaise Amsterdam, à l'est de la Muntplein et du Rokin. Le bâtiment actuel est classé au titre de Rijksmonument en 2001. Depuis 2012, l'hôtel abrite le restaurant étoilé au guide Michelin Bord'Eau Restaurant Gastronomique. Le bar de l'hôtel, Freddy's Bar, est nommé d'après Freddy Heineken.

## Histoire
Une tour à l'emplacement actuel de l'hôtel de l'Europe est détruite en 1633 et cinq ans plus tard, une auberge, devenue ensuite hôtel, Het Rondeel, est construite. Le bâtiment est détruit en 1895 et remplacé en 1896 par l'hôtel de l'Europe et ses 50 chambres, que conçoit par l'architecte Willem Hamer Jr.
Alfred Hitchcock utilise l'hôtel juste avant la Seconde Guerre mondiale comme lieu de tournage du film Correspondant 17 (1940).